# Карстовые пещеры в Маросе и Панкепе
Карстовые пещеры в Маросе и Панкепе — пещеры с наскальными доисторическими рисунками, расположенные на территории сопредельных округов Марос и Панкеп индонезийской провинции Южный Сулавеси. Рисунки считаются самым ранним образцом изобразительного искусства в мире, их возраст оценивается по крайней мере в 45 500 лет. В 2024 году для изображения свиньи был получен возраст 51 200 лет.

## Описание
Карстовые пещеры образуют комплекс Леанг-Лианг (название происходит из языка макасарцев). Пещеры имеют свои имена: Петтае, Джейн, Сарипа, Джари, Карраса и так далее, их стены известняковые. Они расположены в 12 километрах от города Марос, центра одноимённого округа, и в 30 километрах от города Макассар — административного центра провинции. Вход в пещеры находится в 30 метрах над рисовым полем, туда можно подняться по лестнице.
По данным исследования 2014 года, трафаретному изображению руки в пещере Леанг Темпусенг не менее 39 900 лет. Изображению свиньи-бабируссы из этой пещеры, по оценкам, 35 400 лет. В 2017 году было открыто ещё одно изображение целебесской свиньи в пещере Леанг Тедонгнге, возраст которого, согласно опубликованной в январе 2021 года датировке, составляет не менее 45 500 лет, что делает его самым древним образцом изобразительного искусства, известным науке на момент публикации исследования. Для определения возраста использовался уран-ториевый метод датирования.

## История
Местное население издавна знало об этих пещерах и использовало их для своих нужд. Голландские археологи начали исследовать близлежащие пещеры в 1950-х годах, но пещера Петтакаре была впервые исследована британским археологом Яном Гловером в 1973 году.
В октябре 2014 года правительство Индонезии пообещало «усилить» защиту древних наскальных рисунков и объявило о планах включить все пещеры Сулавеси в официальный список «культурного наследия» страны, а также подать заявку на включение в список объектов всемирного наследия ЮНЕСКО.